# Nayim
Mohammed Ali Amar, mais conhecido como Nayim (Ceuta, 5 de novembro de 1966), é um ex-futebolista espanhol de origem marroquina.

## Carreira

### Início na Espanha
Nascido na cidade de Ceuta, Nayim iniciou sua carreira no futebol no clube local, que leva o mesmo nome da cidade. Suas boas atuações o levaram as categorias de base do Barcelona, quando tinha doze anos. Fora promovido para o Barcelona B quando tinha dezoito. Sua estreia na equipe principal aconteceria na temporada seguinte. Porém, disputaria apenas três partidas ao longo da temporada, continuando ainda como atleta da equipe reserva.

### Sucesso na Inglaterra
Sua sorte parecia mudar quando foi promovido na temporada seguinte ao elenco profissional em definito. Porém, novamente, disputaria poucas partidas, apenas uma a mais que na temporada anterior. Acabou sendo emprestado no final do ano ao Tottenham Hotspur, onde durante os meses que permaneceu, marcou duas vezes em onze partidas no campeonato. Seu desempenho foi satisfatório, tendo o clube pago quatrocentas mil libras por seu passe.
Sua segunda temporada, teve participações importantes ajudando o clube a conseguir uma terceira posição no campeonato. Ainda também marcou três vezes na Copa da Inglaterra, onde o Tottenham acabou sendo eliminado nas semifinais. Na temporada seguinte, viveria seu grande momento no clube, quando teve participações importantes. Mesmo o clube tendo terminado apenas na décima primeira posição na tabela, Nayim marcou cinco vezes em 33 partidas e, de quebra, conseguiu o título da Copa da Inglaterra, entrando ainda os dezessete minutos de partida, após o lesão de Paul Gascoigne.
Em sua quarta temporada, apesar de iniciar a temporada com o título da Supercopa da Inglaterra, Nayim acabou não sendo tão importante como na anterior, tendo participado de 31 partidas no campeonato, não marcando, embora conseguisse marcar um hat-trick nas quartas de final da Copa da Inglaterra contra o Manchester City (4 a 2). Seus desempenhos o levaram de volta para a Espanha, quando se transferiu por quinhentas mil libras para o Real Zaragoza.

### Retorno à Espanha
No Zaragoza, viveria seus últimos grandes momentos na carreira, principalmente em sua segunda temporada. Após o título da Copa da Espanha (seu segundo na carreira, o outro fora ainda durante sua passagem pelo Barcelona), o Zaragoza conseguiu classificação para a Recopa Europeia, na época, o segundo torneio mais importante do continente europeu. Na final, disputada contra o Arsenal, o grande rival de sua equipe anterior, o Tottenham, Nayim marcou o tento do título nos últimos minutos da prorrogação, após um chute de 45 metros que encobriu David Seaman e, dando o primeiro título europeu ao clube espanhol.
Passaria ainda mais duas temporadas defendendo o clube, quando aceitou uma proposta para disputar a segunda divisão espanhola pelo Logroñés. No clube, ficaria durante três temporadas, tendo destaque nas duas primeiras e, na terceira disputando apenas quatro partidas. Nayim acabou se aposentando após esta temporada, aos 33 anos. Após isso, Nayim retornaria ao futebol apenas nove anos depois, quando assumiu como assistente de seu ex-companheiro de Zaragoza José Aurelio Gay, no próprio Zaragoza.